# Vratislav Mazák
Vratislav Mazák, né le 22 juin 1937 à Kutná Hora et mort le 9 septembre 1987 à Prague, est un biologiste tchécoslovaque. Spécialiste en paléoanthropologie, en mammalogie et en taxinomie, il était également peintre. Professeur à l'université Charles de Prague, il travailla également en tant que zoologiste au musée national de Prague.
Découvreur d'Homo ergaster (Groves et Mazák, 1975) et de Panthera tigris corbetti, il est également considéré par l'UICN comme le découvreur du tigre depuis 2008.